# Čedaso ežeras ir jo apyežerės
Čedaso ežeras ir jo apyežerės este o arie protejată (arie de protecție specială avifaunistică — SPA) din Lituania întinsă pe o suprafață de 131,62 ha, integral pe uscat.

## Localizare
Centrul sitului Čedaso ežeras ir jo apyežerės este situat la coordonatele 56°06′55″N 25°25′22″E / 56.1153°N 25.4228°E.

## Înființare
Situl Čedaso ežeras ir jo apyežerės a fost declarat arie de protecție specială avifaunistică în iunie 2005 pentru a proteja 8 specii de animale.

## Biodiversitate
Situată în ecoregiunea boreală, aria protejată nu include niciun habitat protejat.
La baza desemnării sitului se află mai multe specii protejate de  păsări (8): chirighiță neagră (Chlidonias niger), erete de stuf (Circus aeruginosus), cristeiul de câmp (Crex crex), sfrâncioc roșiatic (Lanius collurio), gușă albastră (Luscinia svecica), cresteț cenușiu (Porzana parva), cresteț pestriț (Porzana porzana), chiră de baltă (Sterna hirundo).